# Tainá Müller
Tainá Müller (Porto Alegre, 1 de junho de 1982) é uma atriz e apresentadora brasileira.

## Biografia

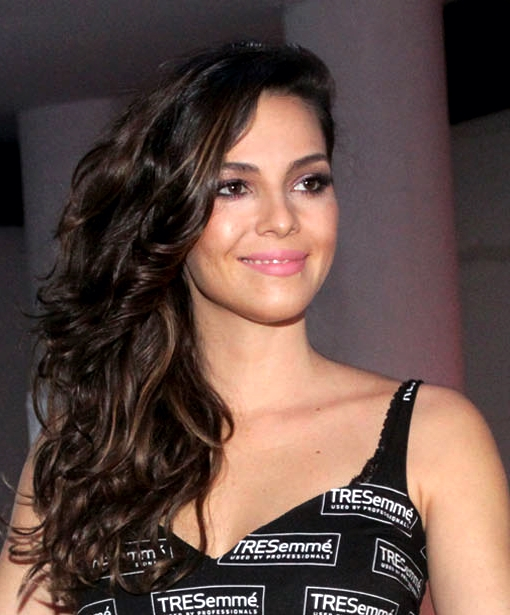
Tainá no Carnaval da Bahia, em 2014.

De ascendência alemã, Tainá começou a trabalhar como modelo em 2000, aos dezessete anos, morando em Milão, Hong Kong e Bangkok, onde fotografou e desfilou por diversas marcas, e participou do clipe "Un Altro Ballo" da banda italiana Gemelli Diversi. Durante três anos, a atriz foi VJ e apresentou o programa Drops da MTV RS. Trabalhou como assistente de direção do programa Mochilão MTV Rio Grande do Sul, Trabalhou como assistente de direção do episódio "O Comprador de Fazendas", do especial Brava Gente, da Rede Globo; assistente de montagem do especial Cena Aberta, também da Rede Globo; como continuísta do curta Salão Aurora, de Camila Gonzatto e Frederico Pinto, exibido na RBS TV de Porto Alegre. Depois de cursar jornalismo e trabalhar na MTV de Porto Alegre, mudou-se para a cidade de São Paulo para estudar teatro. 
Em 2006 protagonizou seu primeiro filme, Cão Sem Dono, pelo qual foi premiada melhor atriz em festivais brasileiros. Em 2007, participou do grupo de teatro do TAPA, em São Paulo estreando nos palcos em abril, na peça Ovelhas que Voam Se Perdem no Céu, dirigida por Mário Bortolotto. Pouco tempo depois, estreou na Rede Globo em Eterna Magia. No cinema ainda integrou o elenco de filmes como Plastic City, As Mães de Chico Xavier e Tropa de Elite 2. Em 2008 protagonizou a telenovela Revelação no SBT. Em 2009 se tornou apresentadora do programa A Liga, na Band, no qual ficou apenas durante um ano, uma vez que em 2010 havia recebido uma proposta para retornar a Rede Globo.
Em 2011, volta à Globo com destaque ao interpretar a arrogante Paula em Insensato Coração. No ano seguinte interpreta a moderna Liara na novela Cheias de Charme. Já em 2013, encarna a mimada Ludmilla em Flor do Caribe. Em 2014, viveu um dos grandes momentos de sua carreira na novela Em Família, no qual interpretou a  fotógrafa Marina, onde fez par romântico com Giovanna Antonelli. Em janeiro, 2015, participou do clipe da música “Lighten Up”, da banda inglesa Citizens. Em seguida, interpretou a vilã dissimulada Cris em Babilônia. Em 2017, ela entra para a segunda fase da novela O Outro Lado do Paraíso como a dermatologista Drª Aura Rocha que teve um envolvimento amoroso com Gael, personagem de Sérgio Guizé.
Em 2019, retornou aos palcos após 10 anos, como Marilyn Monroe, na peça Os Desajustados, dirigida por Daniel Dantas. No mesmo ano, ela assinou com a Netflix para protagonizar a série Bom Dia, Verônica, adaptação seriada do livro homônimo de Raphael Montes e Ilana Casoy. Tainá atua no papel de Verônica Torres, uma escrivã de polícia que trabalha em uma delegacia de homicídios. Casada e com dois filhos, sua rotina acaba sendo interrompida quando testemunha o chocante suicídio de uma jovem mulher. Na mesma semana, ela recebe uma ligação anônima de uma mulher pedindo ajuda desesperadamente. Então, investiga uma série de crimes cometidos contra mulheres. Para ajudá-la, Verônica coloca a própria vida em risco e se vê envolvida em uma rede de mistérios. Em 2022, atuou na áudio série Batman Despertar do Spotify e DC Comics, no papel da Batgirl Bárbara Gordon e atuou na peça Brilho Eterno, inspirado no filme Brilho Eterno de uma Mente sem Lembranças, a atriz atua com Reynaldo Gianecchini, nos papéis principais de Jesse e Celine. No mesmo ano, estreia a segunda temporada de Bom Dia, Verônica, e em 2023, atriz gravou a terceira e última temporada. Em 2024, estreia o documentário Apolo, sobre gravidez de um casal trans, no qual Tainá produziu e roteirizou.

### Vida pessoal
Tainá é irmã da apresentadora Titi Müller e da atriz Tuti Müller. Em 2000, com 18 anos, casou com o escritor Daniel Galera, de quem se separou em 2007. Em 2006 começou a namorar o ator Júlio Andrade, com quem havia trabalhado no filme Cão sem Dono, indo morar junto com ele em 2010. A união conjugal chegou ao fim no início de 2012. Em outubro daquele ano começou a namorar o diretor Henrique Sauer. Os dois passaram a morar juntos em 2014, embora não tenham se casado oficialmente. No final de 2015 anunciou para a imprensa a sua primeira gravidez. Seu filho, batizado como Martin Müller Sauer, nasceu no Rio de Janeiro, através de um parto prematuro de oito meses, via cesariana, em 27 de maio de 2016.

## Filmografia

### Televisão
| Ano       | Título                  | Personagem                | Notas                  |
| --------- | ----------------------- | ------------------------- | ---------------------- |
| 2003      | Mochilão MTV - RS       | Assistente de direção     | Assistente de direção  |
| 2003–2005 | Drops MTV - RS          | Apresentadora             |                        |
| 2007      | Eterna Magia            | Laura Mascarenhas         |                        |
| 2008      | Revelação               | Victória de Castro        |                        |
| 2010      | A Liga                  | Apresentadora             | Temporada 1            |
| 2011      | Insensato Coração       | Paula Cortez              |                        |
| 2012      | Cheias de Charme        | Liara Mariz               |                        |
| 2013      | Flor do Caribe          | Ludmilla Villalba         |                        |
| 2014      | Em Família              | Marina Meirelles          |                        |
| 2015      | Babilônia               | Cristiana Loureiro (Cris) |                        |
| 2017      | Edifício Paraíso        | Beatriz de Barros         |                        |
| 2017      | O Outro Lado do Paraíso | Aura Furtado              |                        |
| 2018      | O Natal Perfeito        | Vitória                   | Especial de fim de ano |
| 2020–2024 | Bom Dia, Verônica       | Verônica Torres           |                        |
| 2025      | Faro                    | Marta                     |                        |

### Cinema
| Ano  | Título                                     | Personagem             | Nota           |
| ---- | ------------------------------------------ | ---------------------- | -------------- |
| 2007 | Cão sem Dono                               | Marcela                |                |
| 2008 | Plastic City                               | Rita                   |                |
| 2008 | Se Nada Mais Der Certo                     | Mile                   |                |
| 2009 | Mira                                       | Namorada do Fotógrafo  | Curta-metragem |
| 2009 | Em uma Noite Escura, as Rosas São Amarelas | Ana                    | Curta-metragem |
| 2009 | Descalça                                   | Laura                  | Curta-metragem |
| 2010 | Tropa de Elite 2                           | Clara                  |                |
| 2011 | As Mães de Chico Xavier                    | Lara                   |                |
| 2012 | E Aí... Comeu?                             | Vitória Brandão        |                |
| 2014 | Blue Lips                                  | Mulher do Guido        |                |
| 2015 | O Duelo                                    | Dorothy                |                |
| 2017 | Bingo - O Rei das Manhãs                   | Angélica               |                |
| 2019 | Bio - Construindo uma Vida                 | Neta/Biógrafa          |                |
| 2021 | The Blue Mauritius                         | Maria                  |                |
| 2023 | Amores Pandêmicos                          | Isabel                 |                |
| 2024 | Apolo                                      | Produtora / Roteirista | Documentário   |
| 2025 | Mariana                                    | [ 41 ]                 |                |

### Videoclipes
| Ano  | Canção                    | Artista         |
| ---- | ------------------------- | --------------- |
| 2004 | "Un Altro Ballo"          | Gemelli Diversi |
| 2012 | "Sushi"                   | Tulipa Ruiz     |
| 2013 | "É Sempre Bom Se Lembrar" | Lucas Santtana  |
| 2015 | "Lighten Up"              | Citizens!       |

### Internet
| Ano  | Título           | Personagem     | Nota                                                                  |
| ---- | ---------------- | -------------- | --------------------------------------------------------------------- |
| 2015 | Longe do Reino   | Duquesa        | Episódio: "A Duquesa" Episódio: "Bodas Reais" Episódio: "A Despedida" |
| 2022 | Batman Despertar | Bárbara Gordon |                                                                       |

## Teatro
| Ano  | Título                            | Personagem     |
| ---- | --------------------------------- | -------------- |
| 2007 | Ovelhas que Voam Se Perdem no Céu | [ 45 ]         |
| 2019 | Os Desajustados                   | Marilyn Monroe |
| 2022 | Brilho Eterno                     | Celine         |

## Discografia
Outras aparições
| Ano  | Título       | Outro(s) artista(s) | Álbum         |
| ---- | ------------ | ------------------- | ------------- |
| 2012 | "Ela Falava" | Otto                | The Moon 1111 |

## Prêmios e indicações
| Ano  | Premiação                                   | Categoria                                     | Trabalho                                   | Resultado |
| ---- | ------------------------------------------- | --------------------------------------------- | ------------------------------------------ | --------- |
| 2007 | Cine PE                                     | Melhor Atriz                                  | Cão sem Dono                               | Venceu    |
| 2007 | Festival de Cinema e Vídeo de Cuiabá        | Melhor Atriz                                  | Cão sem Dono                               | Venceu    |
| 2008 | Prêmio ACIE de Cinema                       | Melhor Atriz                                  | Cão sem Dono                               | Indicada  |
| 2008 | Festival Internacional de Cinema de Veneza  | Melhor Atriz                                  | Plastic City                               | Indicada  |
| 2009 | Festival Internacional de Cinema de Locarno | Melhor Interpretação Feminina                 | Mira                                       | Indicada  |
| 2009 | Prêmio Contigo! de TV                       | Melhor Atriz de Novela                        | Revelação                                  | Indicada  |
| 2010 | Festival de Cinema e Videos dos Sertões     | Melhor Atriz (curta-metragem)                 | Em Uma Noite Escura, As Rosas são Amarelas | Indicada  |
| 2010 | Santa Maria Vídeo e Cinema                  | Melhor Atriz (curta-metragem)                 | Em Uma Noite Escura, As Rosas são Amarelas | Venceu    |
| 2010 | Troféu Top Empreendedor                     | Destaque do Ano                               | Homenagem                                  | Venceu    |
| 2011 | Festival de Cinema de Los Angeles           | Melhor Atriz Coadjuvante                      | As Mães de Chico Xavier                    | Venceu    |
| 2011 | Prêmio Contigo! de Cinema Nacional          | Melhor Atriz Coadjuvante (júri popular)       | As Mães de Chico Xavier                    | Venceu    |
| 2011 | Prêmio Contigo! de Cinema Nacional          | Melhor Atriz Coadjuvante (júri oficial)       | As Mães de Chico Xavier                    | Indicada  |
| 2011 | Grande Prêmio do Cinema Brasileiro          | Melhor Atriz Coadjuvante                      | Tropa de Elite 2                           | Indicada  |
| 2011 | Melhores do Ano                             | Melhor Atriz Revelação                        | Insensato Coração                          | Indicada  |
| 2011 | Melhores do UOL e PopTevê                   | Atriz Revelação                               | Insensato Coração                          | Indicada  |
| 2011 | Melhores do Ano NaTelinha                   | Melhor Ator/Atriz Revelação                   | Insensato Coração                          | Indicada  |
| 2011 | Melhores do Ano - MdeMulher                 | Revelação                                     | Insensato Coração                          | Indicada  |
| 2014 | Prêmio Contigo! de TV                       | Melhor Atriz Coadjuvante                      | Em Família                                 | Indicada  |
| 2014 | Melhores do UOL e PopTevê                   | Melhor Par Romântico (com Giovanna Antonelli) | Em Família                                 | Venceu    |
| 2014 | Melhores do Ano Minha Novela                | Melhor Casal (com Giovanna Antonelli)         | Em Família                                 | Indicada  |
| 2020 | Grande Prêmio Brasileiro de Cinema          | Melhor Atriz                                  | Bio – Construindo uma Vida                 | Indicada  |
| 2020 | Prêmio Contigo! de TV                       | Melhor Atriz de Série                         | Bom Dia, Verônica                          | Venceu    |
| 2020 | Prêmio F5                                   | Melhor Atriz de Série Dramática               | Bom Dia, Verônica                          | Indicada  |
| 2020 | Prêmio The Brazilian Critic                 | Melhor Atriz em Série de Drama                | Bom Dia, Verônica                          | Indicada  |
| 2020 | SB Awards                                   | Melhor Atriz Brasileira                       | Bom Dia, Verônica                          | Indicada  |
| 2020 | Splash Awards                               | Melhor Atriz                                  | Bom Dia, Verônica                          | Venceu    |
| 2020 | Melhores da TV Press                        | Melhor Atriz                                  | Bom Dia, Verônica                          | Venceu    |
| 2020 | Pena de Prata                               | Melhor Elenco em Série de Drama               | Bom Dia, Verônica                          | Indicada  |
| 2021 | Séries em Cena Awards                       | Melhor Atriz em Série Nacional                | Bom Dia, Verônica                          | Venceu    |
| 2021 | World Women Heroes Awards                   | Action/Policier                               | Bom Dia, Verônica                          | Venceu    |
| 2022 | Septimius Awards                            | Melhor Atriz                                  | Bom Dia, Verônica                          | Indicada  |
| 2022 | SEC Awards                                  | Crush do Ano                                  | Tainá Müller                               | Indicada  |
| 2022 | Prêmio Contigo! de TV                       | Atriz de série                                | Bom Dia, Verônica                          | Indicada  |
| 2023 | Prêmio iBest                                | Influenciador Protagonista                    | Bom Dia, Verônica                          | Indicada  |
| 2023 | SEC Awards                                  | Melhor Atriz em Série Nacional                | Bom Dia, Verônica                          | Venceu    |
| 2023 | BreakTudo Awards                            | Melhor Atriz Nacional                         | Bom Dia, Verônica                          | Indicada  |
| 2023 | Septimius Awards                            | Melhor Atriz Americana                        | Bom Dia, Verônica                          | Venceu    |
| 2024 | SEC Awards                                  | Melhor Atriz em Série Nacional                | Bom Dia, Verônica                          | Indicada  |
| 2024 | Septimius Awards                            | Melhor Atriz Americana                        | Bom Dia, Verônica                          | Indicada  |
| 2024 | BreakTudo Awards                            | Melhor Atriz                                  | Bom Dia, Verônica                          | Indicado  |
| 2024 | Prêmio iBest                                | Protagonista Influenciador                    | Bom Dia, Verônica                          | Indicada  |
| 2024 | Prêmio iBest                                | Influenciador Rio Grande do Sul               | Tainá Müller                               | Indicada  |
| 2024 | Prêmio iBest                                | Meio Ambiente e Sustentabilidade              | "Rancho Puro Corazón"                      | Indicada  |